# Hoya diptera
Hoya diptera là một loài thực vật có hoa trong họ La bố ma. Loài này được Seem. mô tả khoa học đầu tiên năm 1866.